# 옥주염
옥주염(玉珠簾, donkey tail)은 돌나물과 돌나물속의 속씨식물이다. 학명은 세둠 모르가니아눔(Sedum morganianum). 멕시코 남부와 온두라스 원산. 여러해살이 다육식물로, 길이 60 센티미터까지 줄기를 길게 늘어뜨린다. 청록색 다육성 잎이 나며, 여름에는 붉은 꽃이 핀다. 땅바닥에 떨어진 잎에서 바로 뿌리가 나오는 식으로 번식한다.